# Северные Печи
Се́верные Пе́чи — посёлок в Челябинской области, входящий в состав Миасского городского округа.

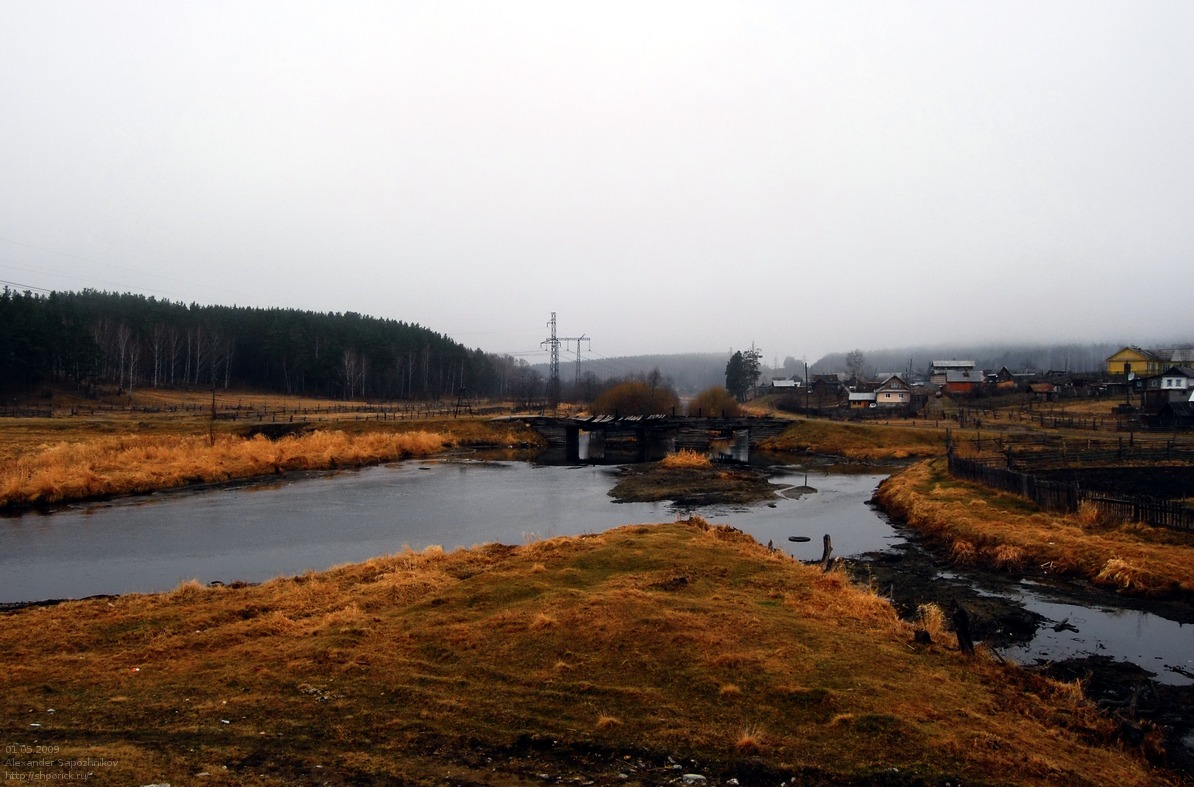
Река Миасс протекает через Северные Печи

 До революции здесь выжигали (томили) древесный уголь, необходимый для плавки металла, что и определило название посёлка. Посёлок Северные печи находится в 3 км к северу от города Миасса. Посёлок стоит на реке Миасс, возле устья реки Куштумга.

## История
Историю посёлок ведет с начала 30-х годов XIX века. С развитием металлургических предприятий возросла необходимость в большом количестве древесного угля, который применялся как топливо для доменных печей, вагранок. Получали этот уголь при сухой перегонке древесины (пиролизе) в специальных печах без доступа или при очень малом проникновении воздуха. Температура в них поднималась до 450 градусов по Цельсию.
Строили такие печи поближе к лесным массивам, в местах необжитых, учитывая способ доставки бревен к печам. Поэтому выбор площадки в излучине двух речек – Миасса и Куштумги – был не случаен. Северными печами тогда называли место работы лесорубов, сплавщиков и углежогов, подчеркивая его географическое положение по отношению к Миассу и Златоусту. Работали здесь, как сейчас бы сказали, вахтовым методом. Семьи в основном жили в Тургояке. Позже поставили несколько жилых бараков для углежогов и на делянах, где заготавливали лес. Строить жилые дома разрешили уже в 1950-е годы. А за местом этим так и закрепилось название – Северные Печи. Заброшенные печи простояли до 1970-х годов, а три барака довоенной постройки сохранились и доныне.

## Население
| 2002 | 2010  |
| ---- | ----- |
| 795  | ↗1026 |

## Транспорт
Восточнее Северных Печей проходит автомобильная дорога 75К-015 Миасс — Карабаш — Кыштым. С Миассом Северные Печи связаны пригородным автобусным сообщением.